# Флорес, Антонио
Анто́нио Фло́рес Родри́гес (исп. Antonio Flores Rodríguez; 13 июня 1923 или 13 июля 1923, Мексика — 16 мая 2001) — мексиканский футболист, игравший на позиции полузащитника. Участник чемпионата мира 1950 года.

## Биография

### Клубная карьера
Флорес в течение шести сезонов играл за клуб «Астуриас».
В 1949 году перешёл в «Атлас», в составе которого в 1951 году выиграл чемпионский титул и Кубок Мексики в 1950 году. Дальнейший его клуб неизвестен, но принято считать, что он играл за «Оро», в котором закончил карьеру.

### Карьера в сборной
В составе сборной Мексики принимал участие на чемпионате мира 1950 года, где сыграл в одном матче со сборной Швейцарии, который мексиканцы проиграли со счётом 2:1. Всего за сборную Мексики сыграл 7 матчей, в которых забил 2 гола.

## Достижения
«Атлас»
- Чемпион Мексики (1): 1950/51
- Обладатель Кубка Мексики (1): 1949/50